# Управління газовиділенням у шахті
Управління газовиділенням у шахті (рос. управление газовыделением в шахте, англ. gas emission control, нім. Ausgasungsbeherrschung f) – сукупність заходів, спрямованих на запобігання, зниження чи перерозподіл виділення газів у межах гірничих виробок чи в період протікання робочих процесів. Може здійснюватися зміною гірничого тиску, елементів системи розробки, порядком виймання зближених вугільних пластів, способом виймання вугілля, біохімічним окисненням метану, консервацією метану у масиві вугілля, дегазацією вугільних пластів, порід та виробок.